# ビブラストーン
ビブラストーン（VIBRASTONE、1987年 結成 - 1996年 活動停止）は、かつて存在していた日本のヒップホップのバンド。
結成当初は、CHIKADA HARUO & VIBRASTONE、あるいは近田春夫&ビブラストーン（ちかだはるお と-）と名乗っていた。

## 概要・略歴
1985年（昭和60年）、ヒップホップレーベル「BPM」を設立し、「President BPM」名義で日本語によるヒップホップの可能性を追求してきた近田春夫が、1986年（昭和61年）11月、同レーベルでの活動を離れ結成したのが、この「ビブラストーン」である。
近田による先鋭的な歌詞と、JAGATARAのOTOをはじめとする強者ミュージシャン達による高い音楽性が特徴。
また、スタジオではスクラッチやサンプリングという手法もとりつつ、生楽器による演奏が主であった。
同バンドの最初の発表音源は、六本木インクスティックや、渋谷クラブクアトロでのライヴを収録した『Vibra is Back』（1989年）であった。同年5月10日、小泉今日子のシングル『Fade Out』に近田が楽曲提供、アルバム『KOIZUMI IN THE HOUSE』と共にメンバーが演奏に参加、同シングルはオリコンチャート最高位2位を記録。1990年（平成2年）、キーボードの渡辺貴浩が正式加入した。
1991年（平成3年）、ポニーキャニオンと契約、同年7月3日、アルバム『ENTROPY PRODUCTIONS』でメジャー・デビューを果たす。1993年（平成5年）5月21日にキューンレコードからリリースされた電気グルーヴの『FLASH PAPA MENTHOL』のレコーディングに、近田・Dr.Tommy・OTOを除いた全メンバーが参加、近田が編曲した楽曲『Bingo!』を演奏した。
1994年（平成6年）9月21日発売アルバム『NATIONAL』のリリース以降、オリジナルの音源を発表していない。同年、Dr.Tommyがソロ・アルバム発表後に脱退。
その後、近田はマイクをとらずモーグを弾く、Instrumental楽曲（新曲）を下北沢CLUB Queで演奏したが、それが最後の演奏となった。1996年（平成8年）、活動停止した。

## メンバー
- 近田春夫 （MC）
- Dr.Tommy （MC） - 元AFRIKA、Yellow Soul Army、 Dr.Tommy & SPICE 、Jungle Oasis inc、ECSTASY BOYS（現:D.T.Construction、Ecstasy Boys のメンバー、ソロ・アーティスト、音楽プロデューサー、DJなど多岐に活動）
- OTO （ギター） - JAGATARA
- 岡田陽助 （ギター） - 元近田春夫&ビブラトーンズ、現MEN'S 5
- 沖山優司 （ベース） - 元近田春夫&BEEF、元ジューシィ・フルーツ
- 渡辺貴浩 （キーボード） - 1990年加入
- 高畠俊男 （ドラムス）- 『Vibra is Back』のクレジットはTOSHI-OH!!。元米米CLUB。メジャーデビュー前に脱退。
- 横銭ユージ （ドラムス）-1990年加入。元〔Go-Go-BOYS、Mr.Christmas〕　現面影ラッキーホール
- NOGERA （コンガ、ボンゴ） - 元近田春夫&BEEF
- 佐藤公彦 （テナーサックス） - 元SALLY、現 MEN'S 5

ビブラホーンズ
- 都並清史 （トランペット、VIBRA HORNS） - 都並敏史の兄。現東京機械製作所代表取締役社長
- 梅沢幸之助 （トロンボーン、VIBRA HORNS）- 1992年脱退。
- 瓶家清 / 栗原“HEIKA”潔 （バリトンサックス、VIBRA HORNS） - 現・株式会社テックバイザージェイピー代表取締役
- 水江”YOKAN”洋一郎 （バルブトロンボーン） - 梅沢幸之助脱退後、1992年加入。本来はトランペッター。

## ディスコグラフィ

### アルバム
1. Vibra is Back （1989年12月1日） - 「CHIKADA HARUO & VIBRASTONE」名義[4]
2. ENTROPY PRODUCTIONS （1991年7月3日、廃盤） - 「ビブラストーン」名義、メジャーデビュー盤
3. Smile!! It's not the end of the world （1993年2月3日、廃盤）
4. NATIONAL （1994年9月21日、廃盤）
5. BEST 1991→1994,→  （1995年9月21日） - CD / LPレコード両発売

### マキシシングル
1. ジェットコースター （1991年7月21日、廃盤）
2. MIKKY-D 金っきゃねぇ （1991年9月21日、廃盤）
3. フーディスト村 （1992年1月21日、廃盤）
4. ナイトメア （1994年9月7日、廃盤）

### シングル
1. やだ / いいじゃん （1992年7月17日、廃盤） ※「いいじゃん」はサントリービール「ライツ」CMソング
2. TVドラマはすべて現実? / HEAVY（LIVE VERSION） （1993年1月21日、廃盤）

### 映像
1. ビデオストーン - 俺達にパワーをくれ! （1992年、VHS/レーザーディスク、廃盤)

## ビブリオグラフィ
- 『VIBE RHYME』 （川勝正幸編、アイセクション、1994年） ※歌詞集

ビブラストーンのCDには歌詞カードがなく、後に歌詞集として発売された。CDに歌詞カードがなかったのは、『Smile!! It's not the end of world』の「ブラックボックス」に"この程度でもCDカードには載せられないんですか"とあるように、レコード会社が自粛したためである。2012年2月1日複製Webサイトとして公開される。（2018年1月、管理者の都合により一時閉鎖） 2019年3月、スモール出版より復刻版が発売された。
- 『調子悪くてあたりまえ 近田春夫自伝』 （近田春夫著)、 下井草秀構成、リトルモア、2021年）

## 関連事項
- 日本のヒップホップ
- BPM (レーベル)

## 註
1. ↑  「Fade Out (小泉今日子の曲)」の項の記述を参照。
2. 1 2  渡辺貴浩公式サイト内の記事「Profile」の記述を参照。
3. ↑  「FLASH PAPA MENTHOL」の項の記述を参照。
4. ↑  アルバム『Vibra is Back』（ソリッドレコード、1989年12月1日発売）のジャケット、ライナーの記述を参照。